# Chapuy
Chapuy es una localidad del departamento General López, provincia de Santa Fe, Argentina. Dista 308 km de la capital de la provincia de Santa Fe; sobre la ruta provincial RP 90, a 32 km de Venado Tuerto, y muy cerca de la importantísima carretera RN 8; a 140 km de Rosario, importante conglomerado agroindustrial.

En verde la RP 90, y en rojo la nacional RN 177.

## Santo Patrono
- Las fiestas patronales se celebran los 8 de diciembre, pues en la localidad está la iglesia Inmaculada Concepción de María.

## Toponimia
Fundada por Paul Ernest Victor Chapuy en 1910, este ingeniero comienza a diseñar la localidad debido a la radicación del personal obrero de la época.

## Historia

### Pueblos originarios
Las tierras eran de los aucas o araucanos, que incursionaban desde la cordillera a lo largo del Río Quinto, cazando la fauna de esta zona
- siglo XVIII, época del Virreinato del Río de la Plata, los Pampas, ya a caballo contaban con ganado cimarrón para el sustento. Su guerra por la recuperación de sus territorios usurpados, era la guerra del malón, diezmando las poblaciones, el ganado, etc.
- 1776 para intentar perfeccionar el abatimiento de los originarios, se levantan los Fortines de Melincué, India Muerta, Pavón y Esquina, quedando esta zona fuera de las líneas defensivas
- 1852 esta zona queda dentro de la línea de frontera Río Cuarto - La Carlota - Laguna de Hinojo (Venado Tuerto) - Melincué - Fortín Chañar (Teodelina)
- Para mejorar la comunicación y transporte de granos y de ganado, se proyecta un ramal de Firmat a Río Cuarto. En 1910 se habilita la "Estación de Ferrocarril" en terrenos de Tomás Lynch y Juan Gaser, en la "Colonia La Colina", siendo denominada Chapuy en alusión al ingeniero constructor. Recién en abril de 1919, por decreto provincial, se crea la Comisión de Fomento.
- 2007, la población se incrementa a 900 hab. porque Cargill y ASP concentran allí.

## Fundación de la Comuna
- 17 de abril de 1929

## Escuelas de Educación Común y Adultos
- Escuela Primaria 176 Juan B. Alberdi
- Escuela Media
- Jardín de Infantes

## Parroquias de la Iglesia católica en Chapuy
| Diócesis  | Venado Tuerto                  |
| --------- | ------------------------------ |
| Parroquia | Inmaculada Concepción de María |

### Imágenes y ubicación geográfica
- Coord. geográficas e imágenes satelitales
- Imágenes de la loc.

- Datos: Q8344772